# هربرت غروسمان
هربرت غروسمان (بالإنجليزية: Herbert Grossman)‏ هو موزع أمريكي، ولد في 30 سبتمبر 1926، وتوفي في 11 سبتمبر 2010 بسبب قصور كلوي.

## وصلات خارجية
- هربرت غروسمان على موقع قاعدة بيانات برودواي على الإنترنت (الإنجليزية)
- هربرت غروسمان على موقع ديسكوغز (الإنجليزية)